# Barlekha upazila
Barlekha is een upazila in het district Maulvi Bazar van Bangladesh. Het upazila telt 200.674 inwoners en heeft een oppervlakte van 501 km².